# Masahiko Togashi
Masahiko Togashi (jap. 富樫雅彦 Togashi Masahiko; * 22. März 1940 in Tokio; † 22. August 2007 in Kanagawa) war ein japanischer Jazz-Schlagzeuger. Togashi saß seit einem Messerstich im Rollstuhl und verwendete ein Spezialschlagzeug.

## Leben
Mit sechs Jahren bekam Togashi Geigenunterricht, mit zwölf hatte er durch Aufnahmen von Sonny Rollins und Shorty Rogers ersten Kontakt zum Jazz, und er war 14, als er Mitglied in der Swingband seines Vaters, des Bassisten Masaki Togashi wurde. Damit begann seine professionelle Laufbahn; bereits zwei Jahre später war er Schlagzeuger im Sadao Watanabe Quartett; erste Plattenaufnahmen entstanden 1957. Im Quartett Watanabes wurde vorwiegend Modern Jazz und Bossa Nova gespielt. Weitere musikalische Erfahrungen sammelte Togashi durch die Begegnung mit Musikern wie Toshiko Akiyoshi, Helen Merrill und Charlie Mariano. 1963 wirkte er bei den legendären Ginparis-Sessions mit und spielte u. a. mit Masyuki Takayanagi (g) und dem Pianisten Yōsuke Yamashita. 1969 vollzog sich seine Hinwendung zum Free Jazz, u. a. im Masahiko Satō Trio. Die erste LP unter Masahiko Togashis Namen wurde am 23. Mai 1969 aufgenommen (We now create). Im November des gleichen Jahres entstand eine zweite Quartett-LP und im Dezember folgte eine Duoaufnahme mit dem Saxophonisten Mototeru Takagi.
1970 wurde Togashi durch einen Messerstich so schwer verletzt, dass er seitdem im Rollstuhl sitzen musste. Die Firma Yamaha fertigte für ihn ein Spezialschlagzeug an und bereits im Januar 1971 kam es zu neuen Aufnahmen, diesmal mit Toshiyuki Miyama and his New Herd.
Im August 2007 starb Togashi im Alter von 67 Jahren an Herzversagen.

## Musik
In Togashis Klangkosmos spielten komplizierte Strukturen ebenso eine Rolle wie ostinate Rhythmusfiguren, eminent wichtig war aber der Raum zwischen den Schlägen, Pausen voller Spannung. Besonders manifestierte sich das auf den zahlreichen seit 1975 erschienenen Soloveröffentlichungen. In seinen Kompositionen verband sich die Freiheit des modernen Jazz mit der strengen Tradition japanischer Musik. Mit Musikern wie Masayuki Takayanagi stieß er in den Bereich der freien Improvisation vor. Besonders in den Aufnahmen mit seinem Improvisation Jazz Orchestra zu Beginn der achtziger Jahre zeigten sich auch seine Qualitäten als Arrangeur.
Bedingt durch die Tatsache, dass Togashi auch auf Tourneen sein spezielles Schlagzeug benutzen musste und außerdem spezielle Betreuer erforderlich waren, war er auf internationalen Festivals kaum noch zu hören und es kam zu relativ wenigen Kontakten mit ausländischen Jazzmusikern. Der regelmäßig in Japan gastierende Steve Lacy war immer mal wieder mit ihm zu hören; außerdem kam es u. a. zu Begegnungen mit Hōzan Yamamoto, Don Cherry, Albert Mangelsdorff, Richie Beirach, Peter Kowald und Lauren Newton. Wichtigster langjähriger Partner war ohne Zweifel der Pianist Masahiko Sato. Mit Sato und dem Saxophonisten Kosuke Mine und dem Bassisten Nobuyoshi Ino spielte Togashi in den neunziger Jahren als Masahiko Togashi & J.J. Spirits auch wieder mehr mainstreamorientierten Hardbop. Er trat auch mit Takashi Kako auf.
Anlässlich seines 40-jährigen Bühnenjubiläums entstanden 1995 drei Alben: im Duo mit Steve Lacy, mit den J. J. Spirits und mit der experimentelleren Gruppe Inter-Action (bei der der Saxophonist Junji Hirose an die Stelle von Kohsuke Mine trat).

## Auswahldiskographie
(Eine ausführliche Masahiko Togashi Diskographie wurde von Hiroshi Takahashi im September 1995 im Selbstverlag in Tokio herausgegeben.)
- Sadao Watanabe Quartet: Dynamic Jazz, 1957 (LP)
- Toshiko Akiyoshi: Toshiko meets old Pal, 1961 (LP)
- Masahiko Sato Trio: Paladium, 1969 (LP)
- Masahiko Sato Trio, Deformation, 1969 (LP)
- Suzuki-Togashi Quintet: Variation, 1969 (LP)
- Togashi Quartet: We now create, 1969 (LP)
- Togashi/Takagi: Isolation, 1969 (LP)
- Miyamas New Herd: Canto of aries, 1971 (LP)
- Masahiko Togashi – Takashi Kako: Valencia (Trio Records, 2023)

Togashi solo
- Rings, 1975 (CD)
- The face of percussion, 1980 (LP)
- Scene, 1987 (CD)
- Passing in the silence, 1993 (CD)

Togashi/Lacy
- Eternal duo, 1981 (LP)
- Twilight, 1991 (CD)
- Eternal Duo ’95, 1995 (CD)